# Náměstí Kwanghwamun
Náměstí Kwanghwamun (korejsky 광화문광장 – Kwanghwamun gwangdžang) je náměstí v Soulu, hlavním městě Jižní Koreje. Bylo dokončeno k 1. srpnu 2009 a nachází se ve čtvrti Čongno před palácem Kjongbokkung, bývalým sídlem korejským panovníků, přesněji před jeho branou Kwanghwamun, po které je pojmenováno.
Na náměstí se nachází socha krále Sedžonga, korejského krále, který prosadil hangul, a socha I Sun-sina, korejského admirála, který se proslavil za Imdžinské války.
V roce 2016 se na náměstí konaly demonstrace za odstoupení tehdejší prezidentky Pak Kun-hje.
Blízko stanice se nachází stanice Kwanghwamun na lince 5 soulského metra.